# Baia di Cochrane
La baia di Cochrane (Cochrane Bay in inglese) è situata nell'Alaska (Stati Uniti) nel Census Area di Valdez-Cordova (60°44′18″N 148°20′06″W).

## Dati fisici
La baia si trova nella parte settentrionale dello Stretto di Prince William (Prince William Sound), più precisamente a sud del braccio di mare Port Wells, all'interno della Foresta Nazionale di Chugach (Chugach National Forest). La baia (quasi un fiordo) è lunga 19 km e larga mediamente 3 km. All'imboccatura della baia si trova il promontorio Cochrane (Point Cochrane) 60°46′02″N 148°21′42″W.. Poco più a sud (sempre sul lato occidentale della baia) si trova il "Parco statale marino della baia Surprise" (Surprise Cove State Marine Park) 60°45′26″N 148°23′29″W, un'area ricreativa situata nell'omonima baia, che offre buone escursioni esplorative..
A fronte dell'imboccatura della baia, oltrepassato il braccio di mare Port Wells (in direzione nord-est), si trova il fiordo "College" (College Fjord) con diversi ghiacciai marini. A nord, parallelamente alla baia Cochrane, scorre la baia "Blackstone" (Blackstone Bay).
All'interno della baia si trovano altre baie minori: "Shallow Cove", "Paulson Cove" e "Three Finger Cove".

### I ghiacciai vicini alla baia
Sulle alture del lato occidentale della baia sono presenti due ghiacciai:
- il ghiacciaio Rainy 60°38′39″N 148°32′37″W.[7]
- il ghiacciaio Tebenkof 60°40′44″N 148°31′54″W.[8]

### Monti visibili dalla baia
Dalla baia sono visibili tra gli altri i seguenti monti:
- il monte Muir (Mount Muir) (altezza 2.091 m s.l.m.) 61°06′29″N 148°22′42″W.[9]
- il monte Gilbert (Monti Chugach) (Mount Gilbert)  (altezza 2.682  m s.l.m.) 61°10′21″N 148°16′06″W.[10]
- il monte Carpathian (Carpathian Peak)  (altezza 1.782  m s.l.m.) 60°41′24″N 148°49′50″W.[11]

## Storia
Il nome compare per la prima volta nella pubblicazione del 1943 della United States National Geodetic Survey. La prima visita scientifica della zona risale alla fine del 1800 con la "Harriman Alaska Expedition" durante la quale furono mappati i principali ghiacciai dell'Alaska marittima.

## Accessi e turismo
La baia è raggiungibile solamente via mare (o aereo) da Whittier (25 km circa) a da Valdez (130 km circa). Durante la stagione turistica sono programmate diverse escursioni via mare da Whittier per visitare i ghiacciai della zona.

## Alcune immagini dalla baia

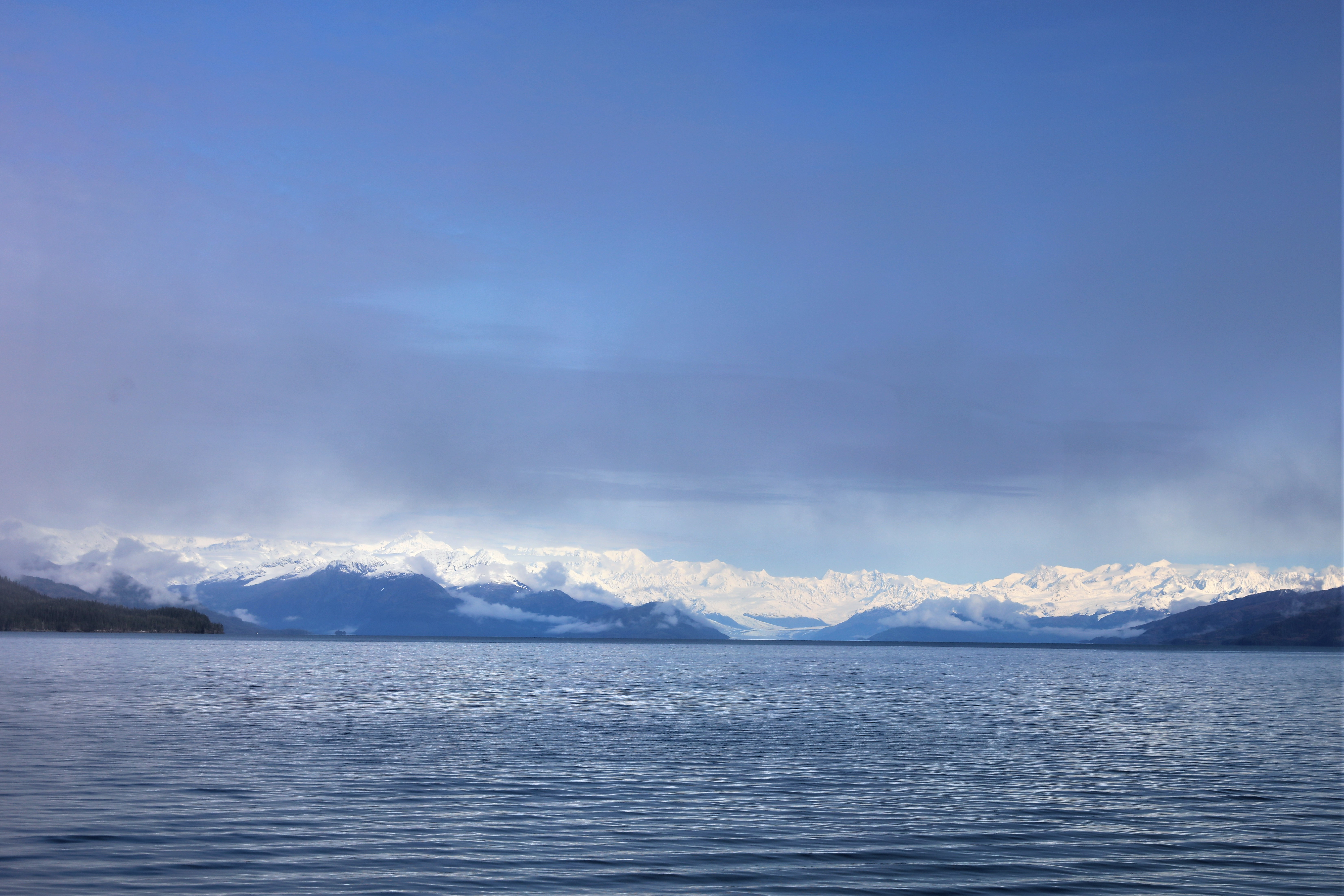
In direzione del College Fiord
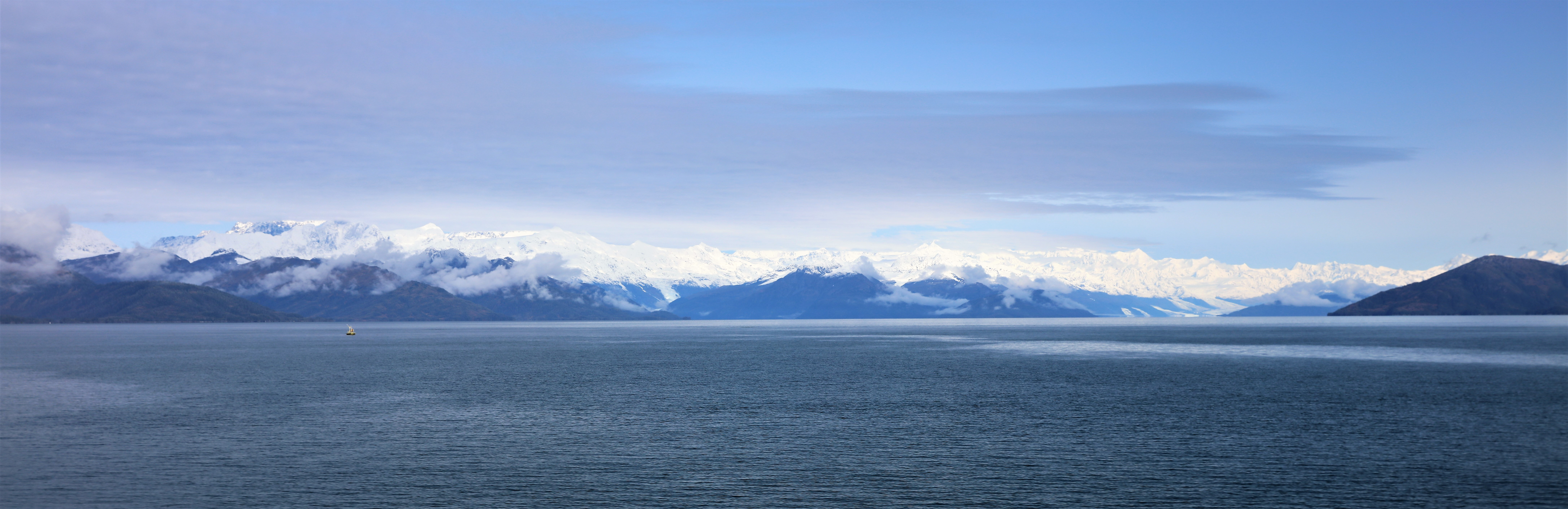
In direzione di Port Wells
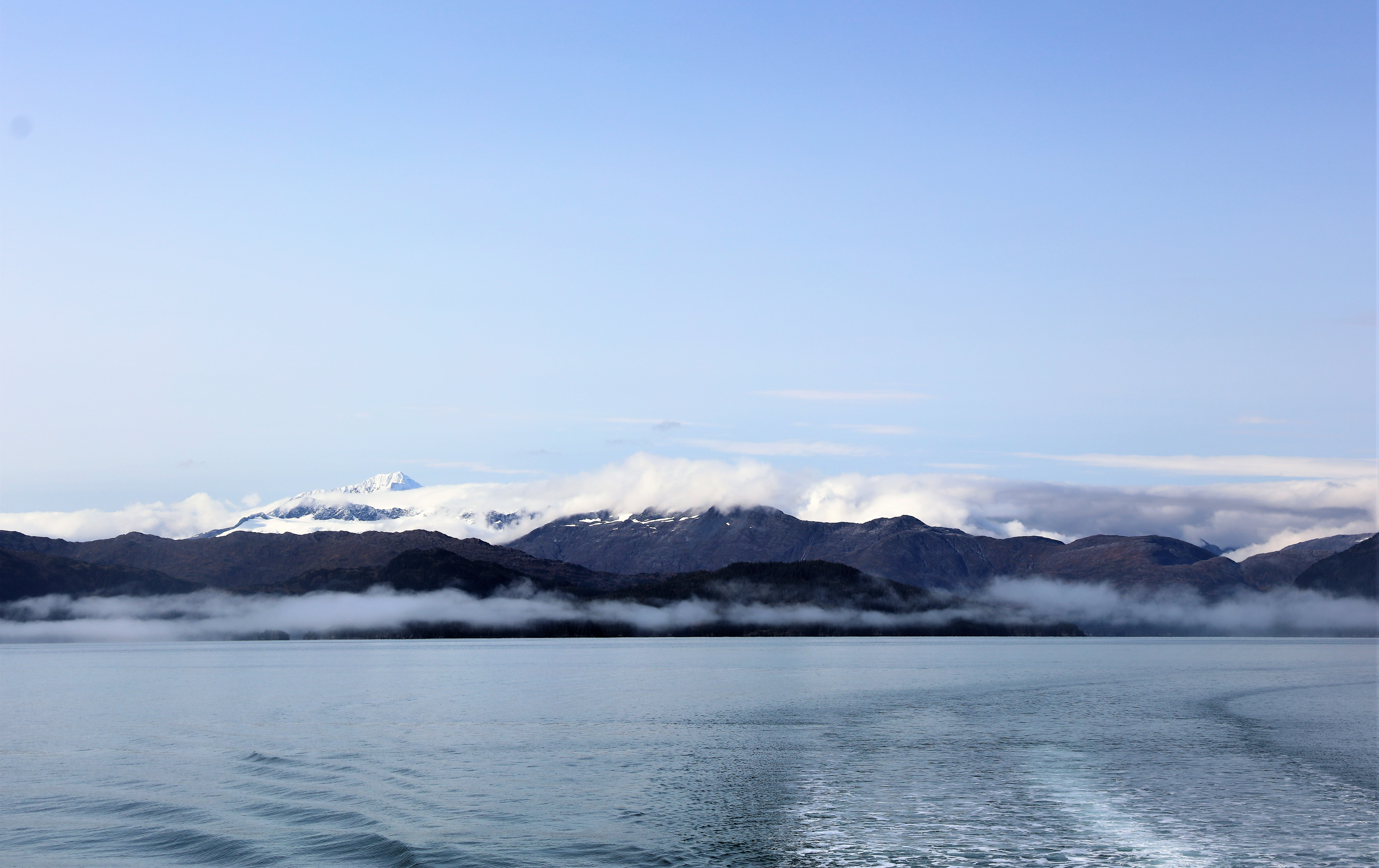
In direzione del monte Carpathian (Carpathian Peak)
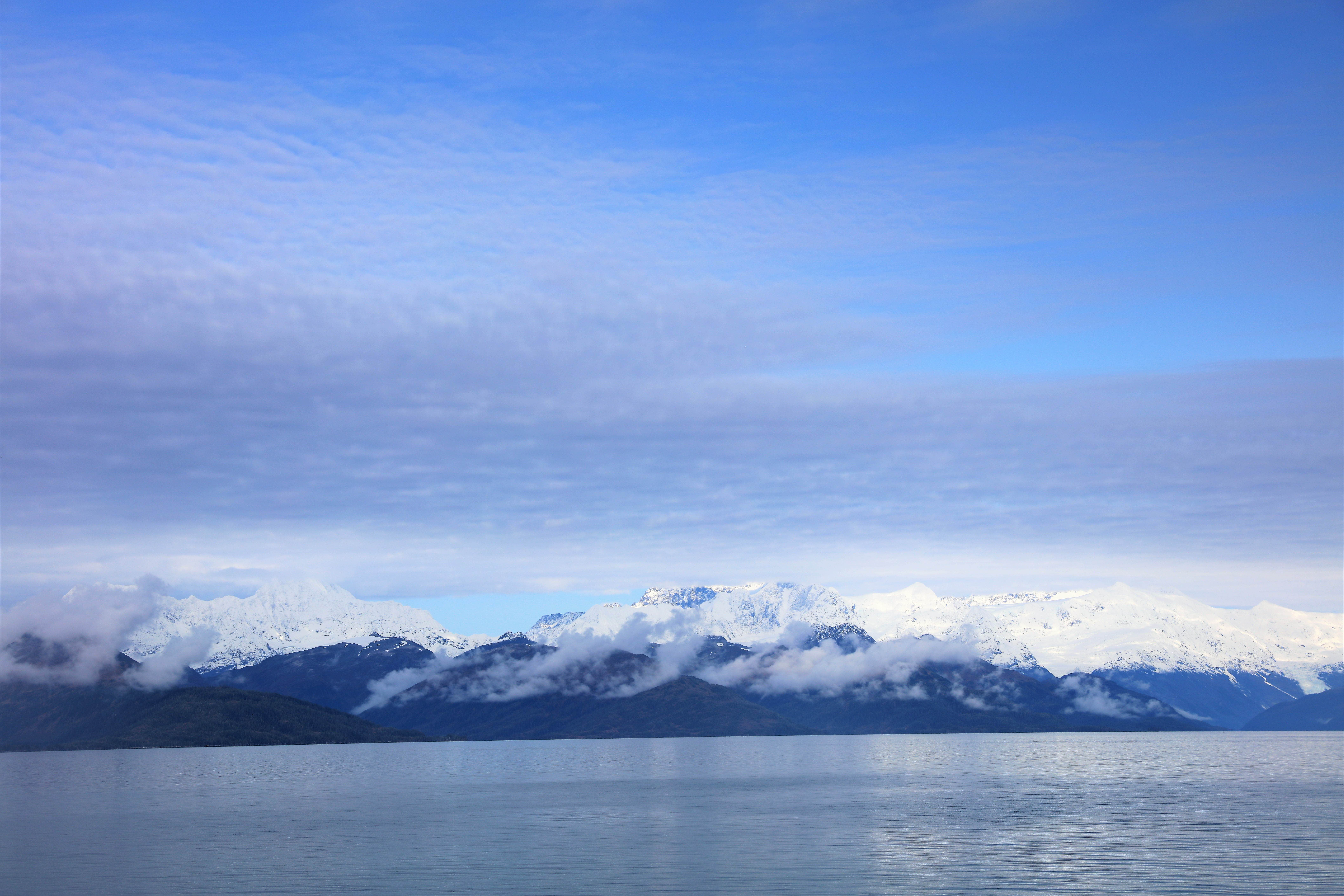
In direzione del monte Gilbert